# Bitka kod Roncesvallesa (1813.)
Bitka kod Roncesvallesa  (25. srpnja 1813.) bila je bitka između francuskih i anglo-portugalskih snaga tijekom španjolskog rata za neovisnost  (1808. – 1814.).

## Pozadina
Nakon što je Wellington porazio kralja Josipa kod Vitorije, napredovao je kako bi zauzeo San Sebastian i Pamplone, posljednje francuske ispostave na španjolskom tlu. 
Dok je Wellington koncentrirao svoje napore za zauzimanje strateški važnu luke San Sebastian, poslao je 11.000 ljudi pod irsko-španjolskim generalom O'Donnellom u blokadu Pamplone. Da bi se spriječio francuski protunapad preko Pireneja, Wellington je pozicionirao korpus generala Hilla preko 80 km bojišnice, za pokrivanje obalne ceste i glavnih prelaza preko planina.

## Bitka
Nakon što su se njihove snage brzo oporavile i reorganizirale nakon poraza, Francuzi su pod maršalom Soultom krenuli u napad prema Pamploni kroz prolaze Maya i Roncesvalles.
Francuske snage kod Roncesvallesa sastojale su se od 40.000 ljudi i 8 brdskih topova pod generalima Reille i Clausel. Prijevoj je branila britanska 4. divizija kojom je zapovjedao general-bojnik Galbraith Lowry Cole uz pomoć portugalske 4/10 brigade.
Francuzi su napali iz Saint-Jean-Pied-de-Port napredujući u dva stupca s obje strane prevoja; Clausel na Altobiscar i Reille na Linduz. Oko 06:00 dvije su se vojske susrele. Britanci su bili brojčano nadjačani, Byngova brigada na istočnoj strani držala je Clauselovu diviziju kod zaljeva tri sata prije nego što su se bili prisiljeni vratiti.
Do 14:00 Cole doveo je još tri brigade kao pojačanja. Međutim oko 17:00 gusta magla spustla se nad bojno polje, baš kad je portugalska 4/10 brigada odbila francuske napade u Val de Baigorry. Cole, unatoč suprotnim zapovijedima, naredio je svojim trupama povlačenje prema Pamploni. 

## Naknadna događanja
Savezničke snage su se pregrupirale i zauzele položaj u blizini sela Sorauren u bitci kod Sorauren. Kasnije, Wellington je priznao da je raspodjela snaga kako bi se napadali istodobno i San Sebastian i Pamplona bila "jedna od najvećih grešaka ikad počinjenih u ratu". 
Pukovnik Walter O'Hara, koji se borio u bitci, imenovao je Aveniju Roncesvalles u Torontu po ovoj bitci. U četvrti u Roncesvallesu je zauzvrat po njemu imenovana jedna ulica. 